# Puyipa
Puyipa är en ort i Mexiko.   Den ligger i kommunen Palenque och delstaten Chiapas, i den sydöstra delen av landet, 800 km öster om huvudstaden Mexico City. Puyipa ligger 211 meter över havet och antalet invånare är 740.
Terrängen runt Puyipa är huvudsakligen kuperad, men åt nordväst är den platt. Runt Puyipa är det ganska tätbefolkat, med 54 invånare per kvadratkilometer. Närmaste större samhälle är Palenque, 18,6 km norr om Puyipa. I omgivningarna runt Puyipa växer i huvudsak städsegrön lövskog.